# Ронкаделе (Тревизо)
Ронкаделе је насеље у Италији у округу Тревизо, региону Венето.
Према процени из 2011. у насељу је живело 858 становника. Насеље се налази на надморској висини од 16 м.